# 尾関義一
尾関 義一（おぜき ぎいち、1889年（明治22年）7月11日 - 1966年（昭和41年）2月14日）は、明治末から昭和期の弁護士、政治家。衆議院議員（3期）。

## 経歴
広島県三上郡、のちの比婆郡本田村（現庄原市）出身。1907年（明治40年）中央大学法律科を卒業。弁護士の業務に従事。
犬養内閣嘱託、衆議院嘱託、立憲政友会幹事、吉田内閣内閣総理大臣秘書官を務めた。立憲政友会幹事長森恪の側近として活躍し、森の没後は林譲治と共に活動した。
1947年（昭和22年）4月の第23回衆議院議員総選挙に栃木県第1区から日本自由党公認で出馬して落選。落選後の1948年（昭和23年）、政治資金に関する問題で衆議院不当財産取引調査特別委員会に証人喚問された。1949年（昭和24年）1月の第24回総選挙に民主自由党公認で出馬して初当選。第25回総選挙では落選。1953年（昭和28年）4月の第26回総選挙に自由党公認で出馬して再選。 第27回、第28回総選挙で連続して落選したが、1960年（昭和35年）11月の第29回総選挙に自由民主党公認で出馬して再選され、 衆議院議員に通算3期在任した。この間、両院法規委員、裁判官訴追委員会委員、裁判官弾劾裁判所裁判員、第2次池田内閣法務政務次官、衆議院郵政委員長、日本自由党幹事、民主自由党総務、自由党副幹事長、同議員総会副会長、同国会対策副委員長、自民党両院議員総会副会長、同栃木県連党規委員長などを務めた。
1965年（昭和40年）10月19日、勲二等瑞宝章受章。
1966年（昭和41年）2月14日死去、76歳。死没日をもって従四位に叙される。